# DNA girasi
La DNA girasi è un enzima che ha un ruolo molto importante nella replicazione del DNA, nello specifico è una particolare topoisomerasi II che presenta due azioni principali:
- introduce, invece di rimuovere, i superavvolgimenti negativi della molecola di DNA nelle cellule procariote, ed è quindi responsabile del superavvolgimento negativo dei cromosomi dei procarioti;
- a differenza delle topoisomerasi di classe I procariote e delle topoisomerasi di classe II eucariote, che rimuovono i superavvolgimenti rilassando e/o stabilizzando la molecola di DNA, la DNA girasi facilita lo svolgimento (denaturazione) della doppia elica del DNA, necessario per l'attuazione di varie reazioni, come l'apertura della doppia elica ad opera dell'elicasi, all'inizio della replicazione del DNA stesso e della trascrizione.

## Modello meccano-chimico dell'attività della girasi
In uno studio di una singola molecola che ha caratterizzato l'attività della DNA girasi come una funzione della "tensione" del DNA (intesa come forza applicata) e dell'ATP ha proposto il modello meccano-chimico. Fino al suo legame con il DNA (lo stato "Gyrase-DNA"), esiste una competizione tra il ripiegamento del DNA e la dissociazione, mentre l'aumento della tensione del DNA aumenta la probabilità di dissociazione. Fino al ripiegamento e all'idrolisi dell'ATP, vengono introdotti due superavvolgimenti negativi nel template, provvedendo opportunità per i successivi eventi di "wrapping e supercoiling" (ripiegatura e formazione del superavvolgimento).

## Inibizione della DNA girasi da parte degli antibiotici
La DNA girasi (in inglese: DNA Gyrase) si trova nei procarioti e in alcuni eucarioti (e non nei virus), ma gli enzimi delle varie specie non sono interamente simili in struttura o sequenza, e hanno diverse affinità per differenti molecole. 
L'enzima non è presente nell'essere umano e questo rende la DNA girasi un eccellente bersaglio per gli antibiotici senza provocare effetti collaterali gravi sui pazienti.
Esistono due classi di antibiotici che inibiscono le girasi:
- Le amminocumarine (che includono la novobiocina). Le ammino-cumarine operano in base all'inibizione competitiva della trasduzione dell'energia della DNA girasi grazie al legame che esse formano con il sito attivo dell'ATPasi localizzato nella subunità GyrB.
- I chinoloni (includono ad esempio l'acido nalidixico e la ciprofloxacina). I chinoloni legano questi enzimi e impediscono la loro decatenazione per la replicazione del DNA. I batteri che resistono ai chinoloni frequentemente possiedono topoisomerasi molto mutate che resistono al legame dei chinolonici.

## Organismi che possiedono la DNA girasi
- Batteri Gram negativi: Brucella, Citrobacter, Enterobacter, Escherichia coli, Listeria, Mycoplasma hominis, Neisseria gonorrhoeae, Neisseria meningitidis, Proteus, Salmonella, Serratia marcescens, Shigella, Vibrio cholerae, Yersinia pestis, Aeromonas, Plesiomonas
- Batteri Gram positivi: Mycobacterium tuberculosis, Staphylococcus, Streptococcus (sono parzialmente resistenti agli inibitori della DNA girasi)

## Organismi senza DNA girasi (insensibili agli inibitori della DNA girasi)
- Alcuni batteri: Bacteroides, Borrelia, Nocardia asteroides, Treponema pallidum, Ureaplasma urealyticum
- Tutti i funghi saccharomycetes, ad esempio: Candida albicans
- Tutti i virus, ad esempio: virus dell'Influenza, HIV, Herpesvirus, HPV, Paramyxoviridae, Rhinovirus, ecc.